# 姜恩柱

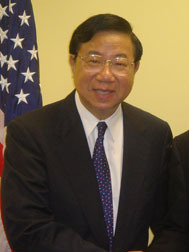
姜恩柱

姜恩柱（1938年12月14日—），江苏高邮三垛镇人，中华人民共和国外交官。北京外国语学院英语系毕业。1958年加入中国共产党，是中共第十五届中央委员。曾任中国驻英国大使，新華社香港分社社長，中央人民政府驻香港特别行政区联络办公室主任，全國人大外事委員會主任委員等职。

## 简历
姜恩柱在上海成长，就讀上海市榆林區長陽中學，中学毕业后成为北京外國語學院留苏预备生，但因中苏交恶而转入英语系乙班，其后在英语系结识朱曼黎。1964年毕业后，被分配到中国驻英国代办处工作；历任代办处随员，驻英国大使馆三等秘书，二等秘书等职。1978年，姜奉调回国后先后在外交部西欧司和“中国国际问题研究所”工作；1981年，曾被派往美国留学，先后学习和工作于哈佛大学和布鲁金斯学会。1983年，姜学成归国，次年升任外交部西欧司副司长。此后歷任外交部西欧司司长、外交部部长助理、副部长等职，1996年1月至1997年3月担任中华人民共和国驻英国大使；是中英在香港主权移交事务的主要参与者。
1997年7月，在香港特别行政区成立后，姜恩柱出任新华社香港分社社长。1998年3月，第九届全国人大第一次会议上，他当选为全国人民代表大会常务委员会委员。2000年1月，新华社香港分社改组为“香港中联办”，姜恩柱随即成为首位主任。
2002年8月，他被全國人大常委會任命為全國人大外事委員會副主任委員；2003年3月當選為第十屆全國人大常委會委員、兼任全國人大外事委員會主任委員，並在十屆全國人大任期內出任大會新聞發言人。2008年3月，届满退休。